# Herb Morand
Herb Morand (* 1905; † 23. Februar 1952 in New Orleans, Louisiana) war ein US-amerikanischer Trompeter des Oldtime Jazz.
Morand begann im Alter von elf Jahren auf der Trompete zu spielen, nachdem er King Oliver gehört hatte. Er arbeitete dann mit Nat Towles in New Orleans, zog schließlich nach New York City und spielte dort mit seiner Halbschwester, der Bluessängerin Lizzy Miles (1895–1963), und mit Cliff Jackson. Nach seiner Rückkehr nach New Orleans arbeitete er mit einer eigenen Band und bei Chris Kelly, zog dann nach Chicago und wurde 1929 Mitglied der Beale Street Washboard Band an der Seite von Johnny Dodds. Von 1935 bis 1938 spielte er mit den Harlem Hamfats, wo er auch als Solist in Erscheinung trat. Mit diesem Ensemble nahm er Blues, Jazz im New-Orleans-Stil und Swing, sogar auch Country-Musik auf. 1941 zog Morand wieder nach New Orleans, wo er eine eigene Formation leitete; von 1948 bis 1950 gehörte er der Band von George Lewis an. Unter eigenem Namen nahm er 1949/50 für American Music auf, zog sich danach aber aus Krankheitsgründen von der Musikszene zurück.

## Diskographische Hinweise
- Herb Morand  1949 (American Music, 1949) mit Louis Nelson, Andrew Morgan, Albert Burbank, Johnny St. Cyr.
- Herb Morand 1950/Paul Barbarin 1951 (American Music, 1950/1951)